# Souvenir de Thérèse Levet
'Souvenir de Thérèse Levet' est un cultivar de rosier thé obtenu en 1882 par le rosiériste français Antoine Levet. Il est issu d'un croisement 'Adam' (Adam, 1838) × 'Safrano à fleurs rouges' (Oger, 1867). Il est dédié à la mémoire de la fille de l'obtenteur. Sa couleur franche a été tout de suite mise en avant par les catalogues de l'époque et a remporté d'emblée un certain succès.

## Description
Son buisson bien ramifié au feuillage foncé et aux aiguillons crochus peut s'élever à 150 cm. Ses fleurs rouges sont grosses et doubles (17-25 pétales) en forme de coupe et légèrement parfumées. La floraison est remontante.
Sa zone de rusticité est de 7b à 9b; il ne supporte donc pas les hivers froids et est mieux adapté au climat méditerranéen. Il se plaît dans des situations ensoleillées et supporte la mi-ombre dans les régions aux étés chauds.
Cette rose est toujours commercialisée, surtout sous les climats doux.

## Descendance
Par croisement avec 'Reine Emma des Pays-Bas' (Nabonnand, 1879), il a donné naissance à 'Général Galliéni' (Nabonnand, 1899).